# Ferromagnetismo

Caratteristico allineamento ordinato dei dipoli magnetici in presenza di un campo magnetico esterno.

Il ferromagnetismo è la proprietà di alcuni materiali, detti materiali ferromagnetici, di magnetizzarsi molto intensamente sotto l'azione di un campo magnetico esterno e di restare a lungo magnetizzati quando il campo si annulla, diventando così magneti. Questa proprietà si mantiene solo al di sotto di una certa temperatura, detta temperatura di Curie, al di sopra della quale il materiale si comporta come un materiale paramagnetico. Per il ferro, ad esempio, questa temperatura è di circa 770 °C.
Nei materiali ferromagnetici la permeabilità magnetica relativa del materiale non è costante al variare dei campi, come invece avviene nei materiali diamagnetici e nei materiali paramagnetici: la relazione tra il campo di induzione magnetica ed il campo magnetico non è quindi lineare, e nemmeno univoca. Il metodo di trovare le relazioni tra questi vettori è un metodo grafico e la legge seguita dall'andamento del campo magnetico segue il ciclo di isteresi.
Sono materiali ferromagnetici il ferro, il cobalto, il nichel, numerosi metalli di transizione e le loro rispettive leghe.

## Ciclo di isteresi

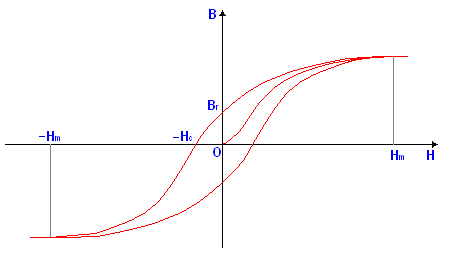
Ciclo di isteresi per materiali ferromagnetici

I materiali ferromagnetici sono caratterizzati da un particolare andamento {\displaystyle \mathbf {B} =\mathbf {B} (\mathbf {H} )} del campo magnetico in funzione del vettore di induzione magnetica. La relazione che li lega è scalare in un materiale isotropo, dal momento che in tal caso i campi assumono la medesima direzione (ma non necessariamente lo stesso verso). La rappresentazione grafica di tale funzione è detta ciclo di isteresi.
A partire dal momento in cui i campi sono nulli, e dunque è nulla la magnetizzazione del materiale, il campo magnetico aumenta seguendo la curva {\displaystyle OH_{m}}, detta curva di prima magnetizzazione, fino al valore massimo di {\displaystyle H_{m}} in cui {\displaystyle \mathbf {B} } aumenta proporzionalmente a {\displaystyle \mu _{0}\mathbf {H} }. In tali condizioni {\displaystyle \mathbf {M} } raggiunge il suo valore massimo, detto valore di saturazione.
Diminuendo la corrente, diminuisce di conseguenza {\displaystyle \mathbf {H} }, senza tuttavia ripercorrere la stessa curva, ma la curva {\displaystyle H_{m}B_{r}}. Per {\displaystyle \mathbf {H} =0} risulta quindi che il campo magnetico non ritorna ad avere un valore nullo, ma acquista un'intensità pari a {\displaystyle |\mathbf {B} |=B_{r}>0}. Tale valore è detto magnetizzazione residua:
{\displaystyle M_{r}={\frac {B_{r}}{\mu _{0}}}}
Il materiale mantiene quindi una proprietà magnetica anche senza la presenza di un campo magnetico esterno.
Invertendo la corrente, inoltre, {\displaystyle \mathbf {H} } e {\displaystyle \mathbf {M} } diventano negativi, e quando il campo magnetico è nullo si ha {\displaystyle |\mathbf {H} |=-H_{c}}. Tale valore è detto campo coercitivo.
Infine, diminuendo ulteriormente {\displaystyle \mathbf {H} }, anche {\displaystyle \mathbf {B} } diventa negativo fino al valore {\displaystyle -H_{m}} in cui di nuovo i campi sono proporzionali e la magnetizzazione arriva al minimo assoluto. Ricominciando ad aumentare {\displaystyle \mathbf {H} }, si ha il ciclo chiuso.
La permeabilità magnetica in un dato punto della curva:
{\displaystyle \mu ={\frac {|\mathbf {B} |}{|\mathbf {H} |}}}
è pertanto determinabile a partire dalla relazione fra i campi, specificando a quale curva del ciclo di isteresi appartiene. Tale grandezza dipende quindi dalla "storia" del materiale, e perde sostanzialmente di significato nella caratterizzazione del materiale. Ogni materiale ferromagnetico segue il ciclo di isteresi: per cicli che via via sono più stretti il ciclo di isteresi si restringe via via fino a ritornare a zero. Questo significa che è possibile "smagnetizzare" il materiale ferromagnetico e riportarlo alla condizione iniziale in cui {\displaystyle \mathbf {H} =\mathbf {B} =\mathbf {M} =0}.
| Materiali ferromagnetici cristallini e corrispondenti temperature di Curie in kelvin[3] |                 |
| Materiale                                                                               | temp. Curie (K) |
| Co                                                                                      | 1388            |
| Fe                                                                                      | 1043            |
| FeOFe2O3*                                                                               | 858             |
| NiOFe2O3*                                                                               | 858             |
| CuOFe2O3*                                                                               | 728             |
| MgOFe2O3*                                                                               | 713             |
| MnBi                                                                                    | 630             |
| Ni                                                                                      | 627             |
| MnSb                                                                                    | 587             |
| MnOFe2O3*                                                                               | 573             |
| Y3Fe5O12*                                                                               | 560             |
| CrO2                                                                                    | 386             |
| MnAs                                                                                    | 318             |
| Gd                                                                                      | 292             |
| Dy                                                                                      | 88              |
| EuO                                                                                     | 69              |

## Metodo di misura dei campi
Il metodo descritto dal ciclo di isteresi è quello di misurare il campo di induzione magnetica {\displaystyle \mathbf {B} } in funzione del campo magnetico {\displaystyle \mathbf {H} }. Si consideri un anello di materiale ferromagnetico di sezione {\displaystyle A} e raggio {\displaystyle R} costanti, avvolto da {\displaystyle N} spire percorse da corrente continua {\displaystyle I}. In questa situazione i campi sono circolari entro l'anello e sono trascurabili al di fuori di esso. In questo modo si calcola il valore di {\displaystyle \mathbf {H} } tramite il teorema di Ampere:
{\displaystyle \oint _{\partial S}\mathbf {H} \cdot d\mathbf {l} =N\ I}
e, poiché l'anello è assimilabile ad una circonferenza, l'integrale risulta:
{\displaystyle H\cdot 2\pi R=N\ I}
da cui:
{\displaystyle H={\frac {N\ I}{2\pi R}}}
Nota la permeabilità magnetica relativa del materiale {\displaystyle \mu _{r}}, è possibile calcolare il campo di induzione magnetica:
{\displaystyle B=\mu _{0}\mu _{r}\ H=\mu \ H}
Questo sistema è quello che si usa in pratica per misurare i due campi, al variare dell'intensità di corrente, dal momento che:
{\displaystyle H\cdot 2\pi R=N\ I}
Una volta misurati {\displaystyle \mathbf {H} } e {\displaystyle \mathbf {B} } si può trovare il valore corrispondente di {\displaystyle \mathbf {M} }:
{\displaystyle \mathbf {H} ={\frac {\mathbf {B} -\mu _{0}\mathbf {M} }{\mu _{0}}}}
Attraverso tale procedura è possibile ricavare sperimentalmente la curva di magnetizzazione, ovvero l'andamento del campo magnetico in funzione del vettore di induzione magnetica, e dunque il ciclo di isteresi.

## Legge di Curie-Weiss
Pierre Curie fu il primo a scoprire che esiste una temperatura critica per ogni materiale ferromagnetico al di sopra della quale il materiale si comporta come paramagnetico. La suscettività magnetica segue la legge di Curie-Weiss:
{\displaystyle \chi _{m}={\frac {C\ \rho }{T-T_{c}}}}
dove {\displaystyle C} è una costante caratteristica del materiale, {\displaystyle \rho } è la densità e {\displaystyle T_{c}} la temperatura di Curie in kelvin.

## Modelli teorici
Il ferromagnetismo rappresenta uno dei principali problemi aperti della fisica dello stato solido, anche se esistono essenzialmente due modelli teorici che riescono a descriverlo: il modello di Ising e il modello di Weiss, basati entrambi sull'Hamiltoniana di Heisenberg, che tuttavia utilizzano grosse approssimazioni.

### Hamiltoniana di Heisenberg
L'Hamiltoniana per una coppia di elettroni appartenenti ad atomi vicini è:
{\displaystyle H=H_{1}+H_{2}+V_{12}\ }
dove {\displaystyle H_{1}} e {\displaystyle H_{2}} sono le hamiltoniane dei singoli elettroni, e {\displaystyle V_{12}} l'interazione fra i due.

Per il Principio di Pauli, la funzione d'onda complessiva deve essere antisimmetrica, e quindi vi sono due possibilità:
{\displaystyle \varphi _{A}=\psi _{S}(\mathbf {r} _{1},\mathbf {r} _{2})\chi _{A}(\mathbf {\sigma } _{1},\mathbf {\sigma } _{2})}
oppure
{\displaystyle \varphi _{A}=\psi _{A}(\mathbf {r} _{1},\mathbf {r} _{2})\chi _{S}(\mathbf {\sigma } _{1},\mathbf {\sigma } _{2})}
dove il pedice {\displaystyle A} o {\displaystyle S} sta ad indicare una funzione antisimmetrica/simmetrica,  {\displaystyle \psi } indica le funzioni d'onda spaziali e {\displaystyle \chi } indica le funzioni d'onda di spin.
Le funzioni d'onda di spin per una coppia di elettroni sono:
{\displaystyle \chi _{S}:\left\{{\begin{matrix}|++\rangle \qquad [\mathbf {s} _{z}=1]\\{\frac {1}{\sqrt {2}}}(|+-\rangle +|-+\rangle )\quad [\mathbf {s} _{z}=0]\\|--\rangle \qquad [\mathbf {s} _{z}=-1]\\\end{matrix}}\right.}
{\displaystyle \chi _{A}:{\frac {1}{\sqrt {2}}}(|+-\rangle -|-+\rangle )\quad [\mathbf {s} _{z}=0]}
Le funzioni d'onda spaziali sono:
{\displaystyle \psi _{S}:{\frac {1}{\sqrt {2}}}(\psi _{1}(\mathbf {r} _{1})\psi _{2}(\mathbf {r} _{2})+\psi _{1}(\mathbf {r} _{2})\psi _{2}(\mathbf {r} _{1}))}
{\displaystyle \psi _{A}:{\frac {1}{\sqrt {2}}}(\psi _{1}(\mathbf {r} _{1})\psi _{2}(\mathbf {r} _{2})-\psi _{1}(\mathbf {r} _{2})\psi _{2}(\mathbf {r} _{1}))}
Effettuando il calcolo perturbativo su queste funzioni d'onda si ottiene:
{\displaystyle E=\left\{{\begin{matrix}E_{0}+J\quad \rightarrow \quad \varphi _{1}=\psi _{S}\chi _{A}\\E_{0}-J\quad \rightarrow \quad \varphi _{2}=\psi _{A}\chi _{S}\\\end{matrix}}\right.}
Dove {\displaystyle J} è l'integrale di scambio. L'hamiltoniana separa quindi gli stati con spin diverso, e per questo motivo Werner Karl Heisenberg trovò un operatore che distinguesse gli stati con spin diverso e che potesse quindi descrivere la precedente interazione. Tale operatore è:
{\displaystyle \mathbf {s} _{1}\cdot \mathbf {s} _{2}=\left\{{\begin{matrix}-{\frac {3}{4}}\quad \rightarrow \varphi _{1}\\{\frac {1}{4}}\quad \rightarrow \varphi _{2}\\\end{matrix}}\right.}
Da cui l'Hamiltoniana di Heisenberg:
{\displaystyle H_{Heisenberg}=-2J\mathbf {s} _{1}\cdot \mathbf {s} _{2}}

### Modello di Weiss
Il modello di Weiss propone di generalizzare la hamiltoniana di Heisenberg per un sistema con più elettroni utilizzando una approssimazione di campo medio: un elettrone risente di un'interazione dovuta alla media del campo generato dagli altri elettroni.
L'hamiltoniana del sistema diventa quindi:
{\displaystyle H_{magn}=g_{0}\mu _{B}\mathbf {s} (\mathbf {r} )\cdot \mathbf {B} -\sum _{\mathbf {r} '}J(\mathbf {r} -\mathbf {r} ')\mathbf {s} (\mathbf {r} )\mathbf {s} (\mathbf {r} ')=s(\mathbf {r} )\cdot \langle g_{0}\mu _{B}\mathbf {B} -\sum _{\mathbf {r} '}J(\mathbf {r} -\mathbf {r} ')\mathbf {s} (\mathbf {r} ')\rangle =}
{\displaystyle =s(\mathbf {r} )g_{0}\mu _{B}\left(\mathbf {B} -{\frac {1}{g_{0}\mu _{B}}}\sum _{\mathbf {r} '}J(\mathbf {r} -\mathbf {r} ')\mathbf {\langle } s(\mathbf {r} ')\rangle \right)}
dove si è posto {\displaystyle g_{0},\mu _{B}} rispettivamente il fattore giromagnetico e il magnetone di Bohr.
Sostituendo il momento magnetico:
{\displaystyle \mathbf {m} =-g_{0}\mu _{B}\mathbf {s} }
ed il vettore magnetizzazione:
{\displaystyle \mathbf {M} ={\frac {N}{V}}\langle \mathbf {m} \rangle }
si ha:
{\displaystyle H_{magn}=-\mathbf {m} (\mathbf {r} )\left(\mathbf {B} +\sum _{\mathbf {r} '}{\frac {J(\mathbf {r} -\mathbf {r} ')}{(g_{0}\mu _{B})^{2}}}{\frac {V}{N}}\mathbf {M} \right)}
Quindi, in definitiva:
{\displaystyle H_{magn}=-\mathbf {m} (\mathbf {r} )(\mathbf {B} +\lambda \mathbf {M} )}
Si nota l'analogia con il paramagnetismo di Langevin, in cui si fa lo stesso studio a patto di sostituire il campo magnetico con un campo magnetico efficace dato da:
{\displaystyle \mathbf {B} +\lambda \mathbf {M} }
Esiste quindi una temperatura critica di Curie:
{\displaystyle T_{C}={\frac {J_{0}s(s+1)}{3k}}}
al di sotto della quale si manifestano gli effetti del ferromagnetismo. Le quantità {\displaystyle s} e {\displaystyle k} sono l'autovalore dello spin e la costante di Boltzmann, mentre {\displaystyle J_{0}} è dato da:
{\displaystyle \sum _{\mathbf {r} '}{\frac {J(\mathbf {r} -\mathbf {r} ')}{(g_{0}\mu _{B})^{2}}}}